# IC 4960
IC 4960 је спирална галаксија у сазвјежђу Паун која се налази на листи објеката дубоког неба у Индекс каталогу.
Деклинација објекта је - 70° 32' 13" а ректасцензија 20h 15m 24,0s. Привидна величина (магнитуда) објекта IC 4960 износи 13,5 а фотографска магнитуда 14,5. IC 4960 је још познат и под ознакама ESO 73-28, PGC 64363.